# Эвианские соглашения
Эвианские соглашения — соглашения, заключённые между Францией и Алжиром 18 марта 1962 года в городе Эвиан-ле-Бен и положившие конец Алжирской войне (1954—1962).
Эвианские соглашения были подтверждены на референдуме во Франции 8 апреля, в ходе которого 91 % французов одобрило их. Подпольная организация ОАС, несмотря на прекращение огня, продолжала свою террористическую деятельность на территории Франции и Алжира до середины июня. Референдум по вопросу о статусе Алжира состоялся 1 июля; почти 100 % алжирцев высказалось за независимость страны. 3 июля Франция признала эти результаты, и 5 июля независимость была провозглашена.

## Условия
Соглашения представляли собой обширный комплекс различного рода документов, охватывавших практически все стороны франкоалжирских отношений. Основным среди этих документов было соглашение «О прекращении огня в Алжире», статья 1 которого предусматривала, что «военным операциям и всяким вооружённым действиям на всей территории Алжира будет положен конец в полдень 19 марта 1962 г.». Достигнутая в ходе Эвианских переговоров договорённость по другим вопросам была оформлена в виде приложенных к соглашению о прекращении огня деклараций сторон и декретов президента Французской Республики.
Эвианские соглашения предусматривали, что не раньше трёх и не позднее шести месяцев с момента официального опубликования декрета № 62—306 президента Франции состоится референдум о самоопределении. Его участники должны были ответить на вопрос, желают ли они независимости и сотрудничества с Францией на основе Эвианских соглашений. В период до проведения референдума власть в стране была возложена на Временный исполнительный орган, состоящий из 12 человек, кандидатуры которых согласовывались между правительством Франции и временным правительством Алжирской Республики. Францию на весь срок переходного периода представлял в Алжире Верховный комиссар. Фронт национального освобождения был объявлен легальной организацией. Предусматривалось освобождение политзаключённых.
В декрете № 62—306 указывалось, что если на референдуме «будет принято решение о независимости и сотрудничестве, то Франция немедленно признает независимость Алжира, немедленно состоится передача компетенции, в то же время вступят в силу положения, сформулированные в Общей декларации и приложенных к ней документах. В трёхнедельный срок временная исполнительная власть организует тогда выборы в алжирское национальное собрание, которому передаст свои полномочия». В случае положительного исхода референдума Франция обязывалась эвакуировать в течение трёхлетнего срока все свои войска с территории Алжирской Республики, за исключением оставленных на 15 лет за Францией военно-морской базы в Мерс-эль-Кебире и на 5 лет ракетно-атомных полигонов в Колон-Бешаре и Реггане.
Франция брала на себя обязательство оказывать независимому Алжиру экономическую и техническую помощь. Алжир в ответном порядке соглашался предоставить французским монополиям (в первую очередь нефтяным) ряд существенных льгот в эксплуатации природных ресурсов страны. Соглашения также предусматривали, что собственность живущих в Алжире граждан Франции может быть отчуждена только с выплатой компенсации.
Эвианские соглашения, несмотря на то что они представляли собой компромисс и содержали ряд серьёзных уступок со стороны временного правительства Алжира Франции в экономической и военной областях, явились, несомненно, крупной победой алжирских патриотов, ибо они положили конец кровопролитной колониальной войне и привели к независимости Алжира.